# Atavistic Records
Atavistic Records ist ein US-amerikanisches Rock- und Jazz-Label.
Das Label Atavistic Records, das seinen Sitz in Chicago hat, wurde vor allem mit seinen Veröffentlichungen im Bereich No Wave und Free Jazz bekannt. Auf dem Label erschienen Aufnahmen u. a. von Glenn Branca, Nels Cline, Lydia Lunch, Joe McPhee, Ken Vandermark, Pinetop Seven, Swans, Elliott Sharp, Larry Ochs, Mars, Davey Williams, Brian Harnetty und Poem Rocket. Gegründet wurde das Unternehmen 1985 in Columbus (Ohio) von Kurt Kellison als Video-Label, das Live-VHS-Aufnahmen von Bands wie Live Skull und The Flaming Lips produzierte. 1988 zog Kellison mit dem Label nach Chicago.
In der von John Corbett herausgegebenen Atavistic-Reihe Unheard Music Series erscheinen Wiederveröffentlichungen von vergriffenen Improvisations- und Free-Jazz-Aufnahmen, etwa Alben von Peter Brötzmann, die bis dahin nur im Selbstverlag erschienen waren, oder Erstveröffentlichungen von wichtigen Festival- und Rundfunkproduktionen, aber auch Wiederveröffentlichungen des nicht mehr produzierenden Labels Free Music Production, wie Brötzmanns Album Machine Gun oder Sun Ras Ausnahmealbum Strange Strings und die Erstveröffentlichung von Music from Tomorrow’s World

## Weblink
- Webpräsenz